# Wicked City (1987)
Wicked City (妖獣都市 Yōjū Toshi?) en inglés Supernatural Beast City, es una película de anime de terror de estilo neo-noir de 1987 producida por Video Art, Madhouse para Japan Home Video. Basado en la serie de seis novelas del mismo nombre por Hideyuki Kikuchi. La película fue encargada bajo la dirección de Yoshiaki Kawajiri, quien también se desempeñó como guionista (atribuido al seudónimo como Kisei Choo), diseñador de personajes, artista de guiones gráficos, director de animación y animador clave.
La historia tiene lugar hacia el final del siglo XX y explora la idea de que el mundo humano coexiste en secreto con el mundo de los Demonios con una fuerza policial secreta conocida como The Black Guard, que protege el límite.
En España fue lanzada en VHS por Manga Films y estrenada en los cines en 1995 y fue emitida en Buzz. También se ha doblado en catalán y fue emitida en Canal 33.

## Trama
La existencia del "Mundo Negro", una dimensión alternativa poblada por demonios sobrenaturales, es conocida por muy pocos humanos. Durante siglos, se ha mantenido un tratado de paz entre el mundo negro y el mundo humano para garantizar una armonía relativa. Ambos lados del continuo están protegidos por una organización de agentes secretos llamada Black Guard, específicamente de un grupo de miembros radicalizados del mundo negro.

## Reparto
| Personaje                      | Japón            | Inglés (Streamline, 1993)                                     | Reino Unido (Manga UK, 1993)                                | Bandera de España   | Bandera de Cataluña |
| ------------------------------ | ---------------- | ------------------------------------------------------------- | ----------------------------------------------------------- | ------------------- | ------------------- |
| Renzaburō Taki                 | Yūsaku Yara      | Greg Snegoff como Taki Renzaburō                              | Stuart Milligan (Stuart Miller)                             | Oriol Rafel         | Santi Lorenz        |
| Makie                          | Toshiko Fujita   | Gaye Kruger                                                   | Tasmin Hollo (Tammy Holloway)                               | María Pilar Quesada | Carme Alarcón       |
| Giuseppi Mayart                | Ichirō Nagai     | Mike Reynolds                                                 | George Little (George Littlewood)                           | Alberto Trifol      | Félix Benito        |
| Mr. Shadow                     | Takeshi Aono     | Jeff Winkless                                                 | Ray Lonnen (Ronald Baker)                                   | Joan Crosas         | Ricky Coello        |
| Kanako (Spider Woman)          | Mari Yokoo       | Edie Mirman                                                   | Liza Ross (Lisa Robinson)                                   | Silvia Castelló     | Montse Puga         |
| Presidente de Black Guard      | Yasuo Muramatsu  | Robert V. Barron                                              | Graydon Gould (Philip Gough)                                |                     |                     |
| Hotelero                       | Tamio Ōki        | David Povall as Hodgkins                                      | William Roberts (Bill Richards)                             | Luis Marco          | Domènech Farell     |
| Jin                            | Kōji Totani      | Kerrigan Mahan (no acreditado)                                | Brian Note (no acreditado)                                  | Ángel De Gracia     |                     |
| Soap Girl                      | Arisa Andou      | Joyce Kurtz (no acreditado                                    | Pamela Merrick (no acreditada)                              | Reyes Serrano       | Montserrat Roig     |
| Director del hospital          | Kazuhiko Kishino | Edward Mannix (no acreditado)                                 | Douglas Blackwell (no acreditado)                           | José Luis Barcelona |                     |
| Ken (cantinero)                | Ikuya Sawaki     | Jason Klassi                                                  | Adam Henderson as Joe (no acreditado)                       |                     |                     |
| Demonio Tentador               | Asami Mukaidono  | Eleni Kelakos                                                 | Liza Ross (Lisa Robinson)                                   |                     | Silvia Gómez        |
| Doctor                         | Masato Hirano    | John Dantona (no acreditado)                                  | Adam Henderson (no acreditado)                              |                     |                     |
| Demonios                       |                  | Michael McConnohie (no acreditado) Carl Macek (no acreditado) | William Roberts (Bill Richards)                             |                     |                     |
| Compañera de trabajo de Taki's |                  | Melora Harte Steve Kramer                                     | Pamela Merrick (no acreditado) Bob Sessions (no acreditado) |                     |                     |
| Secretaria                     |                  | Alexandra Kenworthy                                           | Tasmin Hollo (Tammy Holloway)                               |                     |                     |
| Narrador                       | Yūsaku Yara      | Greg Snegoff                                                  | Bob Sessions (no acreditado)                                | José Luis Barcelona |                     |

## Producción
Yoshiaki Kawajiri acababa de terminar su trabajo dirigiendo The Running Man, un segmento de la película llamada Neo-Tokyo, en español Laberinto de historias (1987) y se le pidió que dirigiera un corto en formato OVA de 35 minutos basado en la novela de Hideyuki Kikuchi. Escribiendo bajo el seudónimo de "Kisei Choo", el borrador original del guion de Kawajiri comenzó con la salvación de Makki de dos demonios en Narita, y terminó con la primera batalla de Taki con el Sr. Shadow y el rescate de Makie. Después de que en Japan Home Video se mostraran los primeros 15 minutos de animación completa, quedaron lo bastante impresionados por el trabajo de Kawajiri para que el tiempo de ejecución se extendiera a 80 minutos. Kawajiri vio esto como una oportunidad para explorar más caracterización y creó más animación para el comienzo, el medio y el final. El proyecto se completó en menos de un año.

## Estreno
La película fue lanzada en Japón el 19 de abril de 1987 por Japan Home Video (JHV) y recibió un lanzamiento occidental llamado Streamline Pictures bajo el nombre de Wicked City, el 20 de agosto de 1993. Luego de que Streamline Pictures perdiera los derechos de distribución, fue licenciada y distribuido por Urban Vision. Una versión censurada de la película fue distribuida por Manga Entertainment en el Reino Unido con un doblaje diferente. Tanto el dúo Streamline como el Manga UK fueron lanzados en Australia, con el dub Manga UK lanzado en formato VHS en 1994.
En 1995, Manga Video lanzó en Australia un paquete VHS compuesto por Wicked City y Monster City, esta versión contiene Streamline dub. En 1997, cuando Madman Entertainment fue nombrado distribuidor de Manga en Australia, Streamline dub fue lanzado en una sola cinta, y la versión de Manga UK fue eliminada. El 26 de julio de 2015, Discotek Media anunció en su panel de Otakon que habían adquirido la película y la habían relanzado en DVD en 2016 con una nueva transferencia de video y con los duplicados en inglés de Streamline y Manga UK.
En España fue lanzada en VHS por Manga Films y estrenada en los cines en 1995, mientras que la televisión catalana la estrenó en el Canal 33 a principios de los 2000.

## Recepción de la crítica
La película no tiene una calificación de crítica en el sitio web Rotten Tomatoes, pero tiene una calificación de 67% "Fresco" entre los usuarios.
Charles Salomón de The Angeles Times afirmó que la película se resume en el "sádico, misoginia erótica" popular en Japón. Señaló que Yoshiaki Kawajiri compone escenas como un cineasta, y felicitó a su capacidad de corte y ángulos de cámara, pero sentía que el «sábado por la mañana el estilo de animación juvenil y de la historia no justifican el esfuerzo». Salomón también opinó que el guion de Kisei Choo era inescrutable. Salomón concluyó su revisión por tocar en la creencia de que hay una conexión entre la violencia en la pantalla y la violencia en la vida real señalando que Japón es uno de los menos violentos de las sociedades en el mundo industrializado.
Desson Howe de The Washington Post, quien observó el nivel de violencia hacia las mujeres en la película, la caracterizó como un "festival de violencia después de Chandler, cuasi cibernético". Howe encontró la película atractiva por sus ángulos de cámara "gimnásticos", su ritmo cinético y sus imágenes imaginativas (aunque ligeramente retorcidas). "También encontró el doblaje en inglés risible, aunque vio subtexto ominoso en varios fragmentos de diálogo y otros momentos de la película.
Richard Harrigton, también de The Washington Post, vio la película como un intento de crear el Blade Runner de la animación japonesa, citando su ritmo claramente lánguido, la narración lineal y la exposición gradual. Harrington también detectó un subtexto de Brave New World y lo llamó "elegante y erótico, emocionante en sus confrontaciones limitadas y provocador en su ambición".
Marc Savlov de The Austin Chronicle le dio a la película dos estrellas y media de cinco estrellas, llamándola un tratamiento "mejor que el promedio" del tema "demonios de un universo alternativo". Savlov dijo que la película era más fácil de seguir que Urotsukidoji La Leyenda de Overfiend debido a la trama más lineal y rápida de Wicked City, y la falta de flashbacks y la jerga del cyberpunk que a Savlov no le gustaba en el género. Savlov también apreció la animación clarificada. Savlov comentó: "Esta puede no ser la segunda venida de Akira, pero es un paso en la dirección correcta.
Chris Hicks del Deseret News llamó a la película "verdaderamente horrible", citando la película como "veta misógina" como el más aspecto ofensivo.
Chuck Arrington de DVD Talk, al revisar el DVD de la película, recomendó a los consumidores "Omitirlo", citando los errores de transferencia y los arañazos en la impresión, los colores desvaídos a veces, y la prolongada y poco interesante entrevista entre los extras del DVD. Arrington pensó que los visuales y las escenas de lucha generalmente se realizaban bien, y que el doblaje al inglés era aceptable, aunque exhibía algunos "elementos de madera" endémicos para todos los títulos de anime. Con respecto a la violencia sexual en la película, Arrington descubrió que excluía la recomendación para la mayoría de los espectadores, comentando: "Aunque no es tan horrible como Urotsukidoji La Leyenda de Overfiend, Wicked City definitivamente no es para niños y tampoco para adultos".
Theron Martin del sitio web Anime News Network, dijo que "en todo, Wicked City no es una buena opción, pero si son explícitas, las historias de acción sobrenatural con carga sexual, te atraen de lo que debería encajar muy bien".

## Remake
Se adaptó una película hecho en Hong Kong llamada del mismo nombre "Wicked City" en imagen real, fue realizada en 1992 y financiada por Golden Princess Film Production Ltd. La película fue dirigida por Tai Kit Mak, producida por Hark Tsui y protagonizada por Jacky Cheung, Leon Lai, Yuen Woo-ping, Roy Cheung y Michelle Reis.
La historia tiene lugar en Hong Kong en un conflicto entre mundos de humanos y "Rapters". La policía especial de la ciudad está investigando una misteriosa droga llamada "Happyness". Taki, uno de los policías, se encuentra con su antiguo amante Windy, que es un "rater" y ahora amante de un poderoso rater viejo llamado Daishu. Taki y otros policías especiales rastrean y combaten a Daishu, pero luego descubren que espera coexistir con humanos. El hijo de Daishu, Shudo, es el cerebro. Al final, Shudo es derrotado, pero los amigos de Daishu y Taki también mueren. Windy se va solo.